# Eleições estaduais em Mato Grosso em 1966
As eleições estaduais em Mato Grosso em 1966 ocorreram em 15 de novembro conforme previa o Ato Institucional Número Três em 22 estados e nos territórios federais do Amapá, Rondônia e Roraima. A ausência de eleições para governador e vice-governador se explica devido a eleição direta realizada no ano anterior na qual Pedro Pedrossian e Lenine Póvoas foram levados ao Palácio Paiaguás. Assim foram eleitos o senador Correia da Costa, oito deputados federais e trinta estaduais numa disputa onde os candidatos da ARENA obtiveram quase todas as cadeiras em jogo. O desempenho superior da ARENA deve-se ao fato que a mesma conta com as presenças do senador Filinto Müller e do governador Pedro Pedrossian, representantes do novo partido governista e por consequência do Regime Militar de 1964. Em virtude de tal confluência o percentual de votos destinados à legenda nas eleições parlamentares girou em torno de setenta e cinco por cento.
Num pleito marcado pelo artifício da sublegenda, a ARENA elegeu o médico Fernando Correia da Costa o novo senador do estado. Natural de Cuiabá e formado na Faculdade de Medicina da Universidade Federal do Rio de Janeiro, fixou-se em Campo Grande e com o fim do Estado Novo ingressou na UDN elegendo-se prefeito da cidade em 1947 e governador de Mato Grosso em 1950 para um mandato de cinco anos. Professor de instituições que originaram a Universidade Federal de Mato Grosso do Sul, elegeu-se senador em 1958 e renunciou em favor de Paulino Lopes da Costa ao conseguir outro mandato de governador em 1960. De volta ao Senado Federal ele tem mais uma vez Paulino Lopes da Costa como o seu suplente e derrotou João Ponce de Arruda, seu antigo rival do PSD e agora correligionário na ARENA.

## Resultado da eleição para senador
Os números a seguir têm por fonte os arquivos do Tribunal Superior Eleitoral.
| Candidatos a senador da República | Candidatos a suplente de senador | Número | Coligação             | Votação | Percentual |
| --------------------------------- | -------------------------------- | ------ | --------------------- | ------- | ---------- |
| Fernando Correia da Costa ARENA   | Paulino Lopes da Costa ARENA     | -      | ARENA (em sublegenda) | 69.816  | 40,09%     |
| João Ponce de Arruda ARENA        | Paulo Tostes de Souza ARENA      | -      | ARENA (em sublegenda) | 58.245  | 33,44%     |
| Henrique Gomes da Silva MDB       | João Celestino Cardoso Neto MDB  | -      | MDB (sem coligação)   | 46.103  | 26,47%     |
| Fontes:                           |                                  |        |                       |         |            |

## Deputados federais eleitos
São relacionados os candidatos eleitos com informações complementares da Câmara dos Deputados.

Representação eleita
  ARENA: 6
  MDB: 2

| Deputados federais eleitos | Partido | Votação | Percentual | Cidade onde nasceu | Unidade federativa |
| José Garcia Neto           | ARENA   | 25.687  | 13,06%     | Rosário do Catete  | Sergipe            |
| Saldanha Derzi             | ARENA   | 18.410  | 9,36%      | Ponta Porã         | Mato Grosso do Sul |
| Wilson Martins             | MDB     | 15.744  | 8,00%      | Campo Grande       | Mato Grosso do Sul |
| Rachid Mamed               | ARENA   | 14.632  | 7,44%      | Cuiabá             | Mato Grosso        |
| Marcílio Lima              | ARENA   | 13.984  | 7,11%      | Campo Grande       | Mato Grosso do Sul |
| Weimar Torres              | ARENA   | 13.580  | 6,90%      | Ponta Porã         | Mato Grosso do Sul |
| Feliciano de Figueiredo    | MDB     | 8.430   | 4,29%      | Cuiabá             | Mato Grosso        |
| Edil Ferraz                | ARENA   | 8.368   | 4,25%      | Paranaíba          | Mato Grosso do Sul |
| Fontes:                    |         |         |            |                    |                    |

## Deputados estaduais eleitos
A ARENA conseguiu vinte e três vagas na Assembleia Legislativa de Mato Grosso contra sete do MDB.

Representação eleita
  ARENA: 23
  MDB: 7

Fonteː
| Deputados estaduais eleitos   | Partido | Votação | Percentual | Cidade onde nasceu    | Unidade federativa |
| Emanuel Pinheiro              | ARENA   | 7.578   |            | Cuiabá                | Mato Grosso        |
| Augusto Mário Vieira          | ARENA   | 6.565   |            | Cuiabá                | Mato Grosso        |
| Valdevino Rodrigues Guimarães | ARENA   | 5.882   |            | Sapezal               | Mato Grosso        |
| Milton Figueiredo             | ARENA   | 5.453   |            | Barão de Melgaço      | Mato Grosso        |
| Ubaldo Barém                  | ARENA   | 4.466   |            | Ponta Porã            | Mato Grosso do Sul |
| Alexandrino Marques           | ARENA   | 4.341   |            | Guiratinga            | Mato Grosso        |
| José Ferreira de Freitas      | ARENA   | 3.770   |            | Limeira               | São Paulo          |
| Oscar Soares                  | ARENA   | 3.747   |            | Água Boa              | Mato Grosso        |
| Renê Barbour                  | ARENA   | 3.642   |            | São José do Rio Preto | São Paulo          |
| Castro Pinto                  | MDB     | 3.606   |            | Campo Grande          | Mato Grosso do Sul |
| Joaquim Nunes Rocha           | ARENA   | 3.493   |            | Tocantinópolis        | Tocantins          |
| Luiz Gonzaga Del Nero         | ARENA   | 3.471   |            | Vila Rica             | Mato Grosso        |
| Manoel de Oliveira Lima       | ARENA   | 3.471   |            | Sorriso               | Mato Grosso        |
| Nelson Ramos de Almeida       | ARENA   | 3.363   |            | Cuiabá                | Mato Grosso        |
| João de Paula Ribeiro         | ARENA   | 3.316   |            | Campo Grande          | Mato Grosso do Sul |
| Sebastião Nunes da Cunha      | ARENA   | 3.290   |            | Porto Esperidião      | Mato Grosso        |
| João Chama                    | ARENA   | 3.271   |            | Tangará da Serra      | Mato Grosso        |
| Luiz Thomaz de Aquino         | ARENA   | 3.196   |            | Várzea Grande         | Mato Grosso        |
| Afro Stefanini                | ARENA   | 3.071   |            | Cabrália Paulista     | São Paulo          |
| Walter de Castro              | MDB     | 3.048   |            | Maracaju              | Mato Grosso do Sul |
| José Cerveira                 | ARENA   | 2.968   |            | Campo Grande          | Mato Grosso do Sul |
| Reinaldo Santos Morais        | ARENA   | 2.954   |            | Sinop                 | Mato Grosso        |
| Carlos Souza Medeiros         | MDB     | 2.867   |            | Anastácio             | Mato Grosso do Sul |
| Américo Porfírio Nassif       | MDB     | 2.864   |            | Primavera do Leste    | Mato Grosso        |
| Altair Antunes Brandão        | MDB     | 2.852   |            | Maringá               | Paraná             |
| Cacildo Hugueney              | ARENA   | 2.807   |            | Cáceres               | Mato Grosso        |
| Celso Müller do Amaral        | ARENA   | 2.768   |            | Dourados              | Mato Grosso do Sul |
| Ivo Cersósimo                 | ARENA   | 2.675   |            | Pompeia               | São Paulo          |
| Cleómenes Nunes da Cunha      | MDB     | 2.597   |            | Campo Grande          | Mato Grosso do Sul |
| Agápito de Paula Boeira       | MDB     | 2.522   |            | Tangará da Serra      | Mato Grosso        |
| Fontes:                       |         |         |            |                       |                    |